# Чорголу
Чорголу (кирг. Чорголу) — село в Панфиловском районе Чуйской области Кыргызстана. Входит в состав Фрунзенского аильного округа. Код СОАТЕ — 41708 219 849 03 0.

## География
Село расположено в западной части области, на северных склонах Киргизского хребта, на расстоянии приблизительно 9 километров (по прямой) к юго-западу от города Каинды, административного центра района. Абсолютная высота — 1020 метров над уровнем моря.

## Население
| год     | 2009 | 2014 | 2015 |
| ------- | ---- | ---- | ---- |
| человек | 335  | 422  | 456  |